# David Cross (skuespiller)
 Der er flere personer med dette navn, se David Cross.
David Cross (født 4. april 1964) er en amerikansk skuespiller, komiker og manuskriptforfatter. Cross er bedst kendt for rollen som Tobias Fünke i den amerikanske komedieserie Familie på livstid.

## Udvalgt Filmografi
- Hybridmanden (1996)
- Men in Black (1997)
- Scary Movie 2 (2001)
- Men in Black II (2002)
- She's the Man (2006)
- School for Scoundrels (2006)
- Alvin og de frække jordegern (2007)
- Kung Fu Panda (2008)
- Year One (2009)
- Alvin og de frække jordegern 2 (2009)
- Megamind (2010)
- Kung Fu Panda 2 (2011)
- Alvin og de frække jordegern 3 (2011)
- The Post (2017)

## Udvalgt(e) Spil
- Grand Theft Auto: San Andreas (2004)